# Сазонов (хутір)
Сазонов (рос. Сазонов) — хутір у Котельніковському районі Волгоградської області Російської Федерації.
Населення становить 85  осіб. Входить до складу муніципального утворення Генераловське сільське поселення.

## Історія
Хутір розташований у межах українського історичного та культурного регіону Жовтий Клин.
Згідно із законом від 14 березня 2005 року № 1028-ОД органом місцевого самоврядування є Генераловське сільське поселення.

## Населення
| 1859 | 1873 | 1897 | 1915 | 2010 |
| ---- | ---- | ---- | ---- | ---- |
| 96   | ↗138 | ↗217 | ↗294 | ↘85  |